# Pelecopsis dorniana
Pelecopsis dorniana là một loài nhện trong họ Linyphiidae.
Loài này thuộc chi Pelecopsis. Pelecopsis dorniana được miêu tả năm 1987 bởi Heimer.